# 警察24時
警察24時（けいさつにじゅうよじ、英語: Police 24 o'clock）とは、日本の警察の活動を取材したドキュメンタリー番組の総称。ノンフィクションエンターテインメントとして取り上げられることもある。
主に民間放送キー局の春・秋の番組改編期・年末年始の特別番組・単発特別番組枠として夜7時前後から、約2〜4時間に渡って放送されることが多く、NHKや民放ローカル局主体で制作されるケースはほとんどない。また、夕方の報道番組の中でも、十数分程度の特集を不定期に行っている。番組によっては衛星放送で再放送されることもある。
欧米でも警察に密着するリアリティ番組（全米警察24時 コップスなど）が多数放送されている。

## 番組内容
内容のパターンとして大都市の繁華街や歓楽街の場合もあれば、自動車警ら隊・高速道路交通警察隊や機動捜査隊のパトカーに取材陣が同乗もしくは取材車で同行したりして、取材中に発生した事件や事故現場での警察官の活動を追ったものが多い。
出て来るのは刑事警察・交通警察・地域警察がほとんどで、警備警察・公安警察は絶対に登場しない。
主に取り上げる内容として、
- 地域のお巡りさんと住民の交流
- 窃盗等の犯罪の犯人検挙
- 自動車警ら隊の職務質問、警ら活動
- スリ、痴漢など鉄道内で多発する犯罪と鉄道警察隊の取り締まり
- 賭博などの摘発
- 覚醒剤や麻薬など違法薬物の製造・密売の摘発[4]
- 飲酒運転等の交通反則通告制度執行
- 暴走族検挙活動
- 深夜の繁華街での暴力沙汰鎮圧や泥酔者の保護
- 高速道路上での交通違反の取締りや事故処理
- 轢き逃げ犯の捜索および鑑識などによる現場検証
- 不法残留者の摘発
- 違法風俗店の摘発[5]
- 機動捜査隊の内偵を含む捜査と検挙の様子
- 繁華街や主要駅の交番の多忙な様子
- 駐在所に住み込み勤務する警察官の業務、勤務以外の日常生活の様子
- 新人、若手、女性警察官の勤務風景
- 要人警護、白バイ運転、救助、機動隊等の訓練風景
- 警察学校での教育や訓練
- 航空隊（ヘリコプター）の活動
- 各種救助活動
- 重要事件に関する情報提供の呼びかけ（生放送の場合。実際に容疑者の逮捕に繋がった事例もある。）

取り上げられる被疑者の個人情報は、匿名であるが性別と年代は紹介される。また、顔のみモザイク処理される。顔や氏名はわからないようにしているため、手錠や腰縄にモザイク処理されるケースは少ない。
基本的に取り上げられる被疑者は逮捕されるが、交通違反の取締りなどで取り上げられた人物などごくまれに逮捕されない場合がある。この場合、検挙と表示される。
報道で既に実名報道されているか、または一度顔が公開された被疑者についてもモザイク処理され匿名とされることが多い（実名報道の際は手錠や腰縄にモザイク処理されるが、この番組では、顔にモザイク処理されているため手錠や腰縄はモザイク処理されない。）。また、捜査員の顔がモザイク処理され、今後の捜査に支障が出ないように配慮される場合もある。
上記の題材の中でも、交通警察関係等、特定の内容に絞った番組もある。
一般的なテレビ番組などと異なり、スタジオなどのセットが不要で、脚本家への原稿料や俳優など出演者への出演料（ギャランティ）などがない（司会者・コメンテーターを出演させるとしても、数人程度の少人数で済み、出演料は抑制できる。）ため、著作権などの各種権利処理が簡易であり、低予算で作成できることが制作局や制作プロダクションにとっての利点である。番組ホームページや番組ソーシャルアカウントと言った公式ホームページも警察24時関連の番組には開設例は少ない。
これは上記にあるように、低予算で制作できることと、一般視聴者の興味が高いのである程度の視聴率（場合によるが、視聴率が15%を超えることもある。）が期待できるコストパフォーマンスが高いことがキー局側の利点であると共に（事実であるので批判には当たらないが）、一般の警察官の努力によって市民生活の安全を確保しているという警察活動が全国的に放送されるため、警察側においても費用をかけず広報を行えるという相互の利益によるものと考えられる。警察のイメージの向上、警察の検挙能力や治安維持能力の周知、民間人の遵法や治安や防犯に対する意識の向上、警察官就職希望者の増加等、広報の効果が大きいため、警察側も番組制作に比較的協力的である。
近年は児童ポルノの犯罪や違法DVD所持であったり、ネット犯罪が取り上げられたりもする。
また非常に稀な例として警視庁機動隊での新人隊員教育や訓練も取り上げられた。

## 番組に対する批評
芸能文化評論家の肥留間正明は、視聴率のために権力と癒着するのは大問題であり、報道機関としての自覚が足りないと批判している。また、コンプライアンスが厳しくなった影響で、警察官による現場の対応が厳しくチェックされる風潮も存在する。なお、警察官の活躍を特集した番組である関係上、警察官の不祥事は取り扱わない。そのため「警察を美化した番組」という批判が根強い。また、番組の特性上、番組自体が警察寄りの目線で進行するため、逮捕された者が後に釈放されたり、或いは送検後に不起訴となってもそれを後日談として番組内で説明することは無く、あくまで逮捕するまでの過程しか放送しないので「逮捕される者 = 確定犯」という前提で放送しており、誤認逮捕や冤罪の可能性を一切考慮しておらず、視聴者にもその認識を植え付ける番組であるという批判がある。また、年末年始など、特定の時期に放送される恒例番組という側面がある一方、世間が注目するような大掛かりな警察不祥事があった直後に放送されることも多く、上述のような批判に繋がっているという指摘もある。
2023年3月28日に放送されたテレビ東京の『激録・警察密着24時!!』では、被疑者とされた会社役員が不起訴になった事に言及しなかった点が問題となり、放送倫理・番組向上機構（BPO）の放送人権委員会や放送倫理検証委員会が審議入りを決め、2025年1月17日に放送倫理検証委員会が「放送倫理違反があった」とする意見書を公表した。

## 各放送局の警察24時の番組
本放送は地上波だが、不定期ながら、各局の同系列の衛星放送局や、系列外の一部専門チャンネルで再放送を行なっている。
- 日本テレビ系
  - 全国警察犯罪捜査網→全国警察追跡24時→悪い奴らは許さない！！警察魂（ディレクターズ東京）
  - 警察特捜（ビッグベア）
  - 交通警察 真夏の大捜査線（ビッグベア）
  - ずるい奴らを許すな!怒りのGメン追及SP（ビッグベア、ディレクターズ東京）
- テレビ朝日系
  - 警視庁潜入24時!!（テレビ朝日映像）
  - 激録!交通警察24時→列島警察捜査網 THE追跡（大河プロダクション）
  - 激闘警察X（メディア・バスターズ）
  - 全国犯罪捜査網 スーパーGメン（大河プロダクション）
  - 大捜査!静岡警察24時（静岡朝日テレビ）
  - 密着!石川県警24時（北陸朝日放送）
- TBS系（一部『水トク!』枠）
  - 密着!警視庁24時・激撮!密着警察24時・最前線!密着警察24時（ソリスプロデュース）
  - 実録!犯罪列島・激撮!交通警察24時（ジッピー・プロダクション）
  - 暮らしの安全最前線〜岩手県警・消防24時（IBC岩手放送）
- テレビ東京系（一部『日曜ビッグバラエティ』枠）
  - 激録・警察密着24時!!（テレビジョンフィールド）（※前述の2023年3月28日の放送での問題から、2024年5月に警察密着番組の打ち切りを発表）
  - 激録・世界の警察密着24時
  - 密着！ガサ入れ
  - 緊急車両24時（※消防救急や道路管理自治体及びNEXCO3社・都市高速会社の緊急車両が主だが、稀に警察の交通系部署の密着取材模様も放送される。）
- フジテレビ系（一部『カスペ!』→『日曜ファミリア』→『ニチファミ!』→『日曜THEリアル!』→『日曜ワンダー!』→『日バラ8』枠）
  - 犯罪パニック24時!!逮捕の瞬間100連発→踊る!大警察24時→逮捕の瞬間!密着24時（SJK）
    - タイキョの瞬間!密着24時

  - 実録!炎の警察官24時（こころ－CoCoLo－）
  - 激撮!!警察密着24時（関西テレビ制作）
  - TNC密着24時 福岡「犯罪捜査」最前線SP（テレビ西日本制作）
  - 消えた犯人逮捕の決定的瞬間（テレビ朝日映像）